# 釧路孝仁会記念病院
釧路孝仁会記念病院（くしろこうじんかいきねんびょういん）は、北海道釧路市にある病院。孝仁会グループの基幹病院。道東ドクターヘリの基幹連携病院になっており、地上ヘリポート、ヘリ格納庫、給油施設を設置している（市立釧路総合病院が基地病院）。釧路孝仁会看護専門学校と渡り廊下で接続している。

## 沿革
釧路孝仁会記念病院は、釧路脳神経外科病院、星が浦病院、新くしろ病院の脳神経外科、心臓血管外科、消化器外科などを集約することにより、高度な急性期医療の提供を目的とするために開設した。
- 1989年（平成元年）：「釧路脳神経外科病院」開設[2]。
- 1996年（平成8年）：「星が浦病院」開設[2]。
- 2002年（平成14年）：星が浦病院心臓血管外科病棟開設[2]。
- 2004年（平成16年）：「新くしろ病院」開設。
- 2007年（平成19年）：「釧路孝仁会記念病院」開設[2]。釧路脳神経外科病院が「釧路脳神経外科」、新くしろ病院が「新くしろクリニック」に改変[2]。
- 2009年（平成21年）：孝仁会が社会医療法人に組織変更[2]。道東ドクターヘリ運航開始[2]。
- 2013年（平成25年）：隣接地に釧路孝仁会看護専門学校開校[2]。

## 機関指定
- 第二次救急医療指定施設
- 医療被ばく低減施設
- 臨床研修指定病院

## 診療科等
診療科
- 脳神経外科
- 心臓血管外科
- 消化器内科
- 消化器外科
- 循環器内科
- 整形外科
- 泌尿器科
- 呼吸器内科
- 外科
- 内科
- 放射線科
- リハビリテーション科
- 麻酔科

センター
- 高度健診センター
- PETセンター
- 透析センター

部門
- 看護部
- 診療放射線部
- 臨床検査部
- 臨床工学部
- リハビリテーション部
- 薬剤部
- 事務部
- 法人本部
- 医療相談室
- 地域連携室
- 再生医療室
- 特定認定再生医療等委員会

## 施設認定
- 日本脳卒中学会認定研修教育病院
- 日本心臓血管外科学会専門医制度関連施設
- 日本外科学会外科専門医制度指定施設
- 日本脳ドック学会認定施設

## アクセス・駐車場
釧路外環状道路釧路中央IC（西側）に隣接している。
- くしろバス「釧路孝仁会記念病院前」バス停下車
- 北海道旅客鉄道（JR北海道）釧路駅から車で約15分
- 釧路空港から車で約30分

## 関連施設
- 星が浦病院
- 釧路脳神経外科
- 新くしろクリニック
- 中標津脳神経外科
- 知床らうす国民健康保険診療所（指定管理者）
- 留萌セントラルクリニック